# Jelle Snippe
Jelle Snippe (* 19. September 1998 in Enschede) ist ein niederländischer Judoka. Er gewann bis 2024 eine Bronzemedaille bei Europameisterschaften.

## Sportliche Karriere
Bei den Junioreneuropameisterschaften 2018 belegte Snippe den fünften Platz in der Gewichtsklasse bis 100 Kilogramm. 2019 gewann er den niederländischen Meistertitel und wurde Dritter bei den U23-Europameisterschaften.
2021 und 2022 siegte Snippe bei den niederländischen Meisterschaften in der Gewichtsklasse über 100 Kilogramm. Im April 2023 gewann er das Grand-Slam-Turnier in Antalya, wobei er im Finale seinen Landsmann Roy Meyer besiegte. Bei der im Rahmen der Europaspiele 2023 in Krakau ausgetragenen Mixed-Team-Europameisterschaft belegte das niederländische Team den dritten Platz. Im November 2023 bei den Europameisterschaften in Montpellier unterlag Snippe im Halbfinale dem Finnen Martti Puumalainen, den Kampf um Bronze gewann Snippe gegen den Slowaken Márius Fízeľ.
Bei den Europameisterschaften 2024 in Zagreb verlor Snippe im Viertelfinale gegen Márius Fízeľ und belegte letztlich den siebten Platz. Vier Wochen später bei den Weltmeisterschaften 2024 schied Snippe im Achtelfinale aus. Bei den Olympischen Spielen 2024 in Paris schied Snippe in seinem Auftaktkampf gegen den Tschechen Lukáš Krpálek aus.